# Heinrich Wolgast (Politiker)
Heinrich Wolgast (* 17. Dezember 1905 in Elmenhorst; † 18. März 1982) war ein deutscher Politiker der FDP.

## Leben und Beruf
Nachdem er die Oberrealschule mit der Obersekundareife (entspricht der Fachhochschulreife) verlassen hatte, absolvierte Wolgast, der evangelischen Glaubens war, von 1923 bis 1925 eine Lehre als Elektriker bei Siemens-Schuckert in Hamburg. Von 1925 bis 1928 studierte er Elektrotechnik an den technischen Staatslehranstalten in Hamburg, wo er als Ingenieur abschloss. Anschließend war er zunächst als Monteur bei verschiedenen Hamburger Unternehmen tätig, bevor er in den gehobenen fernmeldetechnischen Dienst der Reichspost eintrat. Nach dem Vorbereitungsdienst in Hamburg war er von 1932 bis 1945 im Bezirk der Oberpostdirektion Königsberg tätig.
Nachdem Wolgast nach dem Zweiten Weltkrieg als Flüchtling nach Elmenhorst zurückkam, wurde er als Postamtmann im fernmeldetechnischen Dienst der Oberpostdirektion Hamburg eingesetzt. Wolgast war verheiratet und hatte drei Kinder.

## Partei
Wolgast trat zwischen dem Wegfall der Aufnahmesperre 1937 und dem Beginn des Zweiten Weltkrieges in die NSDAP ein. Danker und Lehmann-Himmel charakterisieren ihn in ihrer Studie über das Verhalten und die Einstellungen der Schleswig-Holsteinischen Landtagsabgeordneten und Regierungsmitglieder der Nachkriegszeit in der NS-Zeit als „politisch angepasst“.
Er trat 1948 der FDP bei und wurde 1951 Vorsitzender der Partei im Kreis Stormarn.

## Abgeordneter
Wolgast war von 1948 bis 1951 und seit 1955 Kreistagsabgeordneter im Kreis Stormarn.
Von 1950 bis 1967 war Wolgast Landtagsabgeordneter in Schleswig-Holstein. Er vertrat den Wahlkreis Stormarn-Nord im Parlament. Am 13. Oktober 1950 sprach er sich im Ausschuss für Innere Verwaltung, dem er angehörte, gemeinsam mit Carl-Christian Arfsten (CDU), Hans Herwarth von Bittenfeld und Alfred Gille (beide GB/BHE) für einen sofortigen Entnazifizierungsstopp aus. Von 1954 bis 1962 war er Vorsitzender der FDP-Fraktion im Landtag. Von 1954 bis 1958 leitete er den Landtagsausschuss für Verfassung und Geschäftsordnung. Von 1958 bis 1966 war er stellvertretender Vorsitzender des Landtagsausschusses für Arbeit und Aufbau.
Der Landtag wählte Wolgast zum Mitglied der zweiten Bundesversammlung, die am 17. Juli 1954 Theodor Heuss als Bundespräsidenten wiederwählte.

## Ehrungen
Wolgast wurde am 30. Dezember 1966 mit dem Verdienstkreuz 1. Klasse des Bundesverdienstkreuzes ausgezeichnet.